# ميدلاند (تكساس)
مدلاند، تكساس:هي مدينة في مقر مقاطعة ميدلاند، تكساس، الولايات المتحدة الأمريكية ، في السهول الجنوبية للمنطقة في الولاية الغربية. جزء صغير من المدينة ويمتد إلى مقاطعة مارتن. اعتبارا من تعداد عام 2010، كان عدد السكان من 111,147 نسمة مما يجعلها المدينة 28 الأكثر اكتظاظا بالسكان في ولاية تكساس. و هي المدينة الرئيسية في منطقة ميدلاند، تكساس، متروبوليتان الإحصائية، والتي تضم كل من مقاطعة ميدلاند. منطقة العاصمة هي أيضاً من العناصر المكونة لأكبر منطقة في ميدلاند، بعد أوديسا، تكساس الإحصائية الموحدة، والتي كان يقدر عدد سكانها ب 274,002 اعتباراً من 1 يوليو، 2010.

## توأمة
لمدلاند اتفاقيات توأمة مع كل من:
- بلدية تشيواوا [الإنجليزية]‏ منذ (2015 - )
- تشيهواهوا (2015 - )

## أعلام
- جيب بوش
- باول كامبل
- جون ميرفي
- جورج جيبسون
- ميل برادفورد
- لورا بوش
- بيسي لوف
- كاثي بيكر
- وودي هارلسون
- توني بيتن